# Dan (artes marciais)
Dan (em japonês:  段, nível) ou dã é a denominação de cada um dos graus de maestria atribuídos a alguém dentro do sistema de avaliação Dan-i, criado por Honinbo Dosaku (1645–1702) para o jogo Go. Foi adaptado futuramente para as artes marciais japonesas, por Jigoro Kano. Neste último cenário, atingir o nível de dan significa ultrapassar o nível de kyu, os níveis mais básicos de aprendizado, e a partir daí o praticante começa a usar um distintivo, geralmente um cinturão preto; em algumas escolas o portador do primeiro dan pode tornar-se instrutor.
Oficialmente, as faixas pretas foram usadas pela primeira vez em 1883, no Kodokan, pelo Jigoro Kano, criador do judô, que dividiu seus alunos em graduados e não graduados. A partir do judô, outras artes marciais japonesas começaram a adotar também este modelo. O aiquidô possui outra particularidade, que surgiu ao longo do tempo e distingue os alunos graduados com dan: o costume do uso do hakama.
Há diferentes níveis, ou dan, usualmente progredindo de primeiro até nono ou décimo dan. Os níveis mais baixos normalmente podem ser atingidos através de exames ou competições; os mais altos, entretanto, requerem décadas de experiência e contribuição para a arte, por intermédio  de atividades de instrução, pesquisa ou a publicação de trabalhos escritos. Essas graduações só podem ser conferidas pelos representantes hierarquicamente mais elevados de um determinado estilo ou organização.
O nível mais alto grau é às vezes reservado ao fundador de uma arte, e só ele pode conferir outros níveis equivalentes. Por causa disso, em algumas artes marciais, este nível se torna extinto após a morte do seu fundador.
No judô, os graduados de primeiro a quinto dan, utilizam a faixa preta e são cognominados yudansha. Entre sexto e oitavo dan, os judocas utilizam a faixa coral (sequência das cores vermelha e branca), e recebem o nome de kodansha. No nono e décimo dan, os mestres utilizam uma faixa toda vermelha.
Em japonês, os graus são chamados:
- 1º Shodan
- 2º Nidan
- 3º Sandan
- 4º Yondan
- 5º Godan
- 6º Rokudan
- 7º Shichidan (ou Nanadan)
- 8º Hachidan
- 9º Kyudan
- 10º Judan